# Чикурачки
Чикурачкѝ (Цикура, Чикури, Чакунчки) е сложен стратовулкан на о. Парамушир, един от Северните Курилски острови. Издига се на западното крайбрежие в южната част на острова и е неговият най-висок връх. Височината му е 1816 м над морското равнище и е един от най-активните на островите. Каталожният му номер по IAVCEI е 0900 – 36.
Заема най-северната част на хребета на Карпински и е съсед на две вулканични групи – на Татаринов и на Ломоносов. Групата на Татаринов се състои от 6 еруптивни центъра, а на Ломоносов – от лавов купол и 4 шлакови конуса. Всички вулкани заедно образуват комплекса Татаринов-Чикурачки, чиито изстинали лавови потоци са простират по острова на повече от 7 км.

## Описание
Структурата на Чикурачки се състои от древна лавова основа, формирана предполагаемо през плейстоцена и сравнително малък, млад конус. В основата си вулканът има диаметър 9 км и образува няколко носа по крайбрежието на Охотско море. Младият конус е с правилна форма и е покрит с окислени базалтови и андезитови шлакови отложения, които му придават характерен червеникав цвят. На върха се намира кратер с диаметър 450 м, в който, в периоди на спокойствие, се образува дебела снежна покривка.
По склоновете и върха на вулкана няма никаква растителност. Те са покрити с труднопроходими гъсталаци от кедрови и елшови останки.

## Изригвания
Формирането на вулкана става около преди 40 – 50 хиляди години. Всяка година, през пролетта и лятото, се наблюдава слаба активност. Вулканичната дейност се осъществява в резултат на преместване на тихоокеанската тектонска плоча под евроазиатската, в западно направление. По време на холоцена често настъпват плиниански изригвания с изхвърляне на базалтова лава. Тя достига морето и образува носове на северозападния бряг на Парамушир. През източния склон също се изливат няколко млади лавови потока.
Известно е, че за последните 11 000 години Чикурачки е изригвал не по-малко от 25 пъти. Пет от тях са получили индекс ВЕИ-4 по 8-балната скала на вулканичния експлозивен индекс, което се равнява на катаклизъм. Най-мощните изригвания са станали през 6310, 1950 и 1500 години преди новата ера, а също така през 1690 и 1986 г.
Вулканичните изригвания от стромболиански тип, които са най-характерни за Чикурачки, продължават обикновено от няколко дни до няколко седмици. Предизвикват изхвърляне на гореща лава на височина 100 – 500 м, а понякога произвеждат пепелни колони с височина до 3 км. Базалтовите плиниански изригвания са сравнително рядко явление, при Чикурачки настъпват в период между 100 и 200 години и са в състояние да произвеждат пепелни облаци с височина 10 – 20 км.
- 1853 г. става базалтово изригване от плиниански тип, най-силното в историята на вулкана. Пепелният облак е с обем 0,07 км2, издига се на 14 км и покрива огромна площ с формата на елипса. Максималната дебелина на създадените депозити е 4,2 м.[3][8]
- 1958 – слабо изригване от стромболиански тип с вулканичен индекс 2.[8]
- 1961 – слабо изригване от стромболиански тип с вулканичен индекс 2.[8]
- 1964 – слабо изригване от стромболиански тип с вулканичен индекс 2.[8]
- 1973 – слабо изригване от стромболиански тип с вулканичен индекс 2.[8]
- 1986 г. – През ноември започва пелейско изригване, което е най-силното през последните 100 години. Започва с неголеми взривове и образуване на тъмна пепелна колона с височина до 3 км. Достига пика си два дни по-късно, когато вулканичната пепел е изхвърлена на височина 11 км и се разнася на 350 км. Изригва лава, чийто стълб е с дебелина 20 м. По източния и югоизточния склон протичат лавови и пирокластични потоци. За 5 дни достигат дължина 3 км, а дебелината на лавовия поток в предната му част е 35 – 40 метра. Ерупцията е придружена от земетресения и вулканични светкавици. Изригването продължава 3 седмици.[3][4][8]
- 2002 – през януари – слабо изригване от стромболиански тип с вулканичен индекс 2. Вулканът произвежда поредица от експлозивни изригвания, при които в югоизточната част на съществуващия кратер се появява малък, нов кратер. Продължават 2 месеца и пепелта пада в село Подгорни, на 20 км южно от вулкана.[8]
- 2003 – през април – слабо изригване от стромболиански тип с вулканичен индекс 2. Изригването е с минимум 3 импулса. Пепелният облак си издига на 8 км и се простира на юг на 250 км. Еруптивната дейност продължава с по-малка сила в продължение на още 2 месеца.[8]
- 2005 – през март се появява пепелна колона с височина 400 м, която изминава разстояние от 70 км.[8]
- 2007 – през март и април периодично стават експлозии в чертите на кратера и в атмосферата се изхвърлят пепелни колони.[3] Достигат на височина 3 км и се разпространяват на 300 км североизточно.[8]
- 2008 – Серия пепелни изригвания през лятото, които се издигат на 6,1 км и са разнесени на разстояние 30 км.[8]
- 2016 – Първоначалната активност се състои от изхвърляне на пара и газове, примесени с вулканична пепел на 3 км височина. Разпростира се на 50 км на североизток. През март се наблюдава силна експлозивна ерупция, при която пепелният облак се издига на 4 км и се разпространява на 570 км на североизток, юг и югозапад от вулкана. Изхвърлени са големи количества SO2. Северо-Курилск е покрит с вулканична пепел. Нова ерупция става в края на юли, при която пепелният облак се издига на 4 – 5 км и се разпростира на 176 км. Малка част от него отново пада върху Северо-Курилск. Максималният размер на пепелния шлейф достига а 1123 км2. С пепелни отложения е покрита територия на Парамушир, обхващаща 510 км2. Друг умерен епизод започва в средата на август, когато се наблюдават силни емисии от пара, газове и пепел. Издигат се на 4,5 км и се разпростират на 280 км.[7][9] По време на изригването на Чикурачки се забелязва вулканична активност и на близкия вулкан Алаид, от който се наблюдава пепелен шлейф, разпрострян на 60 км на изток, юг и югозапад от него. След това изригване на Чикурачки се наблюдава само слаба фумаролна дейност.[4]

## Опасности
Потенциалната опасност на вулкана, при мощни ефузивно-експлозивни изригвания, представляват изхвърлената пепел, горещите лавини, лахари, лавови и пирокластични потоци. Застрашени са самолетните полети над Камчатка и Северните Курили, тъй като височината на изхвърлената пепел достига обикновено до 6 км, а при експлозивни изригвания – до 11 км. Пепелта се носи на стотици километри и засипва всичко под себе си. От такъв процес са застрашени град Северо-Курилск, който се намира на 60 км от Чикурачки и селището от градски тип Озерновски, разположено на Камчатка, на 145 км от вулкана. Изригването продължава обикновено седмици и месеци.